# Josef Štěpánek (architekt)
Josef Štěpánek (8. září 1889 Mořice – 4. dubna 1964 Praha) byl český architekt a urbanista. Byl považován za velmi nadaného, ale jeho talent se plně neprosadil.

## Život a dílo
Absolvoval kamenosochařskou školu v Hořicích, poté studoval v Plečnikově ateliéru na pražské Vysoké škole uměleckoprůmyslové (1912–1916), odkud přešel na Akademii výtvarných umění, do ateliéru Jana Kotěry (1916–1918). Zde se seznámil s Bohuslavem Fuchsem, se kterým v roce 1921 založili společný ateliér. Tento rok také vznikla Štěpánkova první velká realizace, komplex elektrárny a rodinného domu v Háji u Mohelnice. Tvořil tehdy pod vlivem Kotěrovy moderny a v architektonických soutěžích získal získal řadu cen. Josef Štěpánek byl členem spolku výtvarných umělců Mánes a Asociace akademických architektů. Působil také v redakci časopisu Stavitel, kde byl po dva roky i předsedou redakční rady. To se již jeho styl posunul ke konstruktivismu, jako byla např. vila sochaře Julia Pelikána v Olomouci, a koncem 20. let 20. století už navrhoval funkcionalistické stavby. Kromě několika nájemních nebo rodinných domů byl nejvýznamnější a zároveň poslední větší takovou realizací dvojdům v brněnské kolonii Nový dům. Další jeho návrhy, např. vítězný návrh na komplex parlamentu a ministerských budov na Letné nebo sportovní stadion v Braníku, však nebyly zejména z důvodu hospodářské krize uskutečněny. Naposledy ve 40. letech Josef Štěpánek postavil přehradu s vodní elektrárnou v Předměřicích nad Labem, v následujících letech už vytvořil jen různé pomníky nebo náhrobky. Zemřel jako zapomenutý architekt.